# Stolnica Notre-Dame v Strasbourgu
Strasbourška stolnica ali Stolnica Notre-Dame v Strasbourgu (francosko  Cathédrale Notre-Dame de Strasbourg ali Cathédrale de Strasbourg, nemško Liebfrauenmünster zu Straßburg ali Straßburger Münster) je katoliška stolnica v Strasbourgu v Alzaciji v Franciji. Čeprav je več njenih delov še romanska arhitektura , pogosto šteje med najboljše primere visoke ali pozne gotske arhitekture. Erwin von Steinbach je zaslužen za večji prispevek od leta 1277 do svoje smrti leta 1318.
S 142 metri je bila najvišja stavba na svetu od leta 1647 do 1874 (227 let), ko jo je presegla cerkev svetega Nikolaja v Hamburgu. Danes je šesta najvišja cerkev na svetu in največja v celoti zgrajena v srednjem veku. 
Victor Hugo jo je opisal kot "ogromno in občutljivo čudo" , Goethe pa kot "vzvišeno stoječe, široko razprostrto božje drevo". Stolnica je vidna daleč čez planjave Alzacije, mogoče jo je videti celo z Vogezov ali Črnega gozda na drugi strani Rena. Peščenjak, ki je bil uporabljen pri gradnji, je z Vogezov in daje stolnici značilno rožnato barvo.

## Zgodovina

### Prvotna zgradba na tem kraju
Arheološka izkopavanja pod stolnico in okoli nje so bila leta 1907, 1923–1924, 1947–1948, med 1966 in 1972 ter ponovno med 2012 in 2014.
Kjer je danes stolnica, je bilo od obdobja Argentoratuma (ko je bilo tukaj rimsko svetišče) do danes več zaporednih verskih objektov.
Znano je, da je stolnico zgradil sveti Arbogast, škof škofije v Strasbourgu, ob koncu 7. stoletja na temeljih templja, posvečenega devici Mariji, vendar od nje do danes ni ostalo nič. Strasbourško prvotno stolnico iz konca 4. stoletja ali začetka 5. stoletja so odkrili leta 1948 in 1956 in je bila tam, kjer je zdaj cerkev svetega Štefana.
V 8. stoletju je bila prva stolnica nadomeščena s pomembnejšo stavbo, ki je bila dokončana, ko je vladal Karel Veliki. Škof Remigius iz Strasbourga (znan tudi kot Rémi) je želel biti pokopan v kripti, kar je bilo zapisano v njegovi oporoki leta 778. Leta 842 je bila v njej izrečena strasbourška prisega. Izkopavanja so pred kratkim razkrila, da je karolinška stolnica imela tri ladje in tri apside. Pesem opisuje, da jo je z zlatom in dragimi kamni okrasil škof Ratho (tudi Ratald ali Rathold). Baziliko je večkrat prizadel požar, in sicer leta 873, 1002 in 1007.
Leta 1015 je škof Werner Habsburški postavil temeljni kamen za novo stolnico na ruševinah karolinške bazilike. Zgrajena je bila v romanskem slogu. Leta 1176 je pogorela do tal, saj je bila v tistem času ladja pokrita z lesenim stropom.
Po tej nesreči se je škof Heinrich von Hasenburg odločil zgraditi novo stolnico, lepšo kot v Baslu, ki jo je pravkar končal. Gradnja se je začela na temeljih prejšnje in ni bila končana niti stoletje pozneje. Wernerjeva kripta, ki ni bila poškodovana v požaru, je bila ohranjena in razširjena proti zahodu.

### Gradnja stolnice (1176–1439)
Graditi so začeli kor in severni transept v romanskem slogu, ki spominja in se s svojo monumentalnostjo ter višino zgleduje po cesarskih stolnicah. Toda leta 1225 je iz Chartra prišla skupina in začela revolucionarno gradnjo v gotskem arhitekturnem slogu. Dele ladje, ki so se že bili začeti v romanskem slogu, so podrli. Da bi našli denar za dokončanje ladje, se je kapitelj leta 1253 zatekel k odpustkom. Denar je bil shranjen v skladu Oevre Notre-Dame, ki je najel tudi arhitekte in kamnoseke. Vpliv mojstrov iz Chartra je bilo čutiti tudi v skulpturah in kipih: Steber angelov (Pilier des anges), podoba Poslednje sodbe na stebru na južnem transeptu nasproti astronomske ure, katerih izrazni slog je pod tem vplivom.
Tako kot mesto Strasbourg tudi stolnica povezuje nemške in francoske kulturne vplive, medtem ko je na vzhodnih delih, npr. kor in južni portal, še vedno zelo romanska z večjim poudarkom na stenah kot na oknih.
Predvsem pa je znana zahodna fasada, okrašena z več tisoč kipi, ki je mojstrovina gotske dobe. Stolp je ena prvih tovrstnih gradenj, pri čemer ima končni videz visoko stopnjo linearnosti ujeto v kamnu. Medtem ko so bile prejšnje fasade gotovo izrisane pred gradnjo, je strasbourška ena prvih fasad, katere gradnja je potekala brez predhodne risbe. Strasbourška in kölnska stolnica skupaj predstavljata najzgodnejšo uporabo arhitekturne risbe. Delo profesorja Roberta O. Borka z Univerze v Iowi kaže, da je oblikovanje strasbourške fasade skoraj naključno v svoji kompleksnosti in jo lahko razložimo z vrsto zasukanih osmerokotnikov.
Severni stolp, dokončan leta 1439, je bil najvišja stavba na svetu od leta 1647 (ko je zvonik Marijine cerkve v Stralsundu pogorel) do leta 1874 (ko je bil dokončan stolp cerkve svetega Nikolaja v Hamburgu). Načrtovan južni stolp ni bil nikoli zgrajen, zato stolnica kaže svojo značilno asimetrično obliko in je zdaj simbol Alzacije. Vidimo jo lahko 30 kilometrov daleč, nanjo se ponuja pogled z bregov Rena, z Vogezov in celo Črnega gozda. Osmerokotni stolp je kombinirano delo arhitektov Ulricha Ensingena (jašek) in Johannesa Hültza iz Kölna (vrh). Ensingen je delal v stolnici od 1399 do 1419, Hültz od 1419 do 1439.
Leta 1505 sta arhitekt Jakob von Landshut in kipar Hans von Aachen končala obnovo portala svetega Lovrenca (Portail Saint-Laurent) zunaj severnega transepta v izrazito pogotskem slogu oziroma zgodnjerenesančnem slogu. Kot pri drugih portalih stolnice je večina današnjih kipov na kraju samem kopija, izvirniki pa so shranjeni v muzeju Oeuvre Notre-Dame v Strasbourgu.
- Resnično romansko apsido je mogoče videti samo z dvorišča sosednjega kompleksa zgradb iz 18. stoletja
- Notranjost stolnice, pogled proti vzhodu
- Spomenik Johannesu (Jeanu) Hültzu, arhitektu osmerokotnega vrha
- Fasada stolnice v Strasbourgu
- Kipi na glavnem portalu zahodne fasade
- Nižji del zahodne fasade, pogled s trga Katedrale (alzaško Müensterplatz)
- Rozeta Strasbourške stolnice

### Poznejša zgodovina
V poznem srednjem veku je mestu Strasbourg uspelo, da se je osvobodilo prevlade škofa in dobilo status svobodnega cesarskega mesta. Odhajajoče 15. stoletje je bilo zaznamovano s pridigami Johanna Geilerja von Kaisersberga in nastajajoče protestantske reformacije, zastopane v Strasbourgu z ljudmi, kot so Jean Calvin, Martin Bucer in Jacob Sturm von Sturmeck. Leta 1524 je mestni svet dodelil stolnico protestantski veri, a je bila stavba poškodovana zaradi ikonoklastičnih napadov. Leta 1539 je bilo prvič na svetu dokumentirano božično drevo, postavljeno v stolnici. Ko je 30. septembra 1681 Ludvik XIV. priključil mesto, so z mašo praznovali 23. oktober 1681 v prisotnosti kralja in princa škofa Franca Egona Fürstenberškega.  Stolnica je bila vrnjena katoličanom in njena notranjost preoblikovana v skladu s katoliškim bogoslužjem. Leta 1682 je bil korna pregrada (zgrajena leta 1252) umaknjena in kor razširjen proti ladji. Ostanki korne pregraje so prikazani v muzeju Oeuvre Notre-Dame in križnem hodniku.  Glavni ali visoki oltar, glavno delo zgodnjerenesančnega kiparstva, je bil tudi porušen v tem letu.  Fragmenti so prav tako v omenjenem muzeju.
Okrogla baročna zakristija skromnih razsežnosti je bila dodana severovzhodno od severnega transepta leta 1744. Je delo glavnega mestnega arhitekta Josepha Massola po načrtih, ki jih je naredil Robert de Cotte. Med letoma 1772 in 1778 je arhitekt Jean-Laurent Goetz obdal stolnico z galerijo v zgodnjem neogotskem slogu, da bi reorganizirali trgovce in trgovine, ki so uporabljali prostor okoli stavbe (to so storili do 1843). 
Aprila 1794 so Enragés (Besni), ki so vladali mestu, začeli načrtovati uničenje zvonika na podlagi načela enakosti. Stolp je bil ohranjen, še več,  maja istega leta so ga državljani Strasbourga okronali z ogromno kositrno frigijsko kapo, kakršno so nosili Besni. Ta artefakt so nato hranili v zgodovinskih zbirkah mesta, dokler ni bil uničen v velikem požaru avgusta 1870.  Med obleganjem Strasbourga je stolnico prizadelo prusko topništvo in uničilo kovinski križ na zvoniku. Strešna kupola nad križanjem ladij je bila prebodena in nato obnovljena v veličastnem neoromanskem slogu. Je delo notredamske delavnice in dolgoletnega glavnega arhitekta Gustava Klotza.
Med drugo svetovno vojno je bila stolnica simbol obeh sprtih strani. Adolf Hitler, ki jo je obiskal 28. junija 1940, naj bi preoblikoval cerkev v "nacionalno svetišče nemškega naroda" ali  spomenik neznanemu vojaku ; 1. marca 1941 je general Leclerc zaprisegel pri Kufri (serment de Koufra), da bo "počivalo orožje le takrat, ko bodo naše lepe barve spet vihrale s strasbourške stolnice". Med vojno je bilo odstranjenih 74 vitrajev in shranjenih v rudniku soli v bližini Heilbronna v Nemčiji. Po vojni jih je oddelek za spomenike, upodabljajočo umetnost in arhive ameriške vojske vrnil v stolnico.
Stolnico so 11. avgusta 1944 zadele britanske in ameriške bombe med letalskimi napadi na središče Strasbourga, ki so prav tako močno poškodovale Rohanovo palačo in cerkev svete Magdalene. Leta 1956 je Svet Evrope podaril slavno korno okno Maxa Ingranda, imenovano Strasbourška Marija. Popravila vojne škode so bila končana šele v zgodnjih 1990-ih.
Oktobra 1988 je mesto v spomin na 2000 let ustanovitve Argentoratuma obiskal papež Janez Pavel II. in v stolnici daroval mašo. Ta dogodek je bil tudi priložnost za praznovanje francosko-nemške sprave.
Leta 2000 je Al Kaida nameravala vreči bombo na sosednji Božični trg, kar sta preprečili francoska in nemška policija.

### Grobnica
Konrad Lichtenberški (1240–1. avgust 1299) je bil nadškof v Strasbourgu v 13. stoletju.

## Velikost
Velikost zgradbe: 
- skupna dolžina: 112 m
- dolžina notranjosti: 103 m
- zunanjost, višina glavne ladje (streha): 40 m
- notranja višina glavne ladje: 32 m
- notranja višina stranske ladje: 19 m
- notranja višina narteksa: 42 m
- širina med stebri glavne ladje: 16 m
- višina prehoda pod kupolo: 58 m
- višina ploščadi: 66 m
- višina zvonika: 142 m
- zunanja širina zahodne fasade: 51,5 m
- premer rozete zahodne fasade: 13,6 m
- površina: 6044 kvadratnih metrov

## Oprema
Protestantski in revolucionarni ikonoklazem, vojna obdobja 1681, 1870 in 1940–1944 ter spremembe v okusu in liturgiji so povzročili uničenje nekaterih najbolj izjemnih lastnosti strasbourške stolnice, kot je korna pregrada leta 1252 in več visokih oltarjev (okoli 1500 in 1682), vendar je v notranjosti stavbe ostalo še veliko zakladov, ki so prikazani v muzeju Oeuvre Notre-Dame v mestu.
Izjemni so:
- vitraji, večinoma iz 14. stoletja, nekateri iz poznega 12. stoletja (severni transept) in 13. stoletja ("cesarsko okno" v severni stranski ladji), nekateri so iz 20. stoletja (južni transept, pevska galerija), obarvana steklena okna iz nekdanje dominikanske cerkve, uničene leta 1870, v kapeli svetega Lovrenca (Chapelle Saint-Laurent) in kapeli svetega Andreja (Chapelle Saint-André);
- nagrobnik Konrada Lichtenberškega v kapeli svetega Janeza Krstnika (Chapelle Saint-Jean-Baptiste) okoli 1300, nasproti je spomenik kanoniku Nikolausa Gerhaerta (1464);
- bogato okrašen krstilnik Josta Dotzingerja v severnem transeptu, 1443;
- bogato okrašena prižnica Hansa Hammerja severovzhodno od osrednje ladje, 1486;
- velika skupina skulptur v naravni velikosti Kristus na Oljski gori v severnem transeptu nasproti krstilnika (prej v cerkvi svetega Tomaža), 1498; visok križ nad njim je iz leta 1825; [23]
- viseče orgle na severni strani glavne ladje (okvir orgel je iz leta 1385, 1491, mehanizem in registri Alfreda Kerna, 1981);[24]
- orgle v koru, severna stran kora, Joseph Merklin, 1878; [25]
- orgle v kripti, 1998; [26]
- poprsja apostolov z velikega oltarja iz leta 1682 ob polkrožni steni, ki zapira kor, les, 17. stoletje;
- tapiserije Življenje Marije, Pariz, 17. stoletje, pridobljene iz stolničnega kapitlja v 18. stoletju;
- oltarji v kapelah (15. do 19. stoletja); veliki baročni oltar iz leta 1698 (struktura) in 1776 (slike) v kapeli svetega Lovrenca.

## Astronomska ura
V južnem transeptu je 18-metrska astronomska ura, ena največjih na svetu. Njena prva predhodnica je bila Dreikönigsuhr (ura Treh kraljev) iz 1352–1354, ki je bila na nasprotni steni od današnje ure. Leta 1547 je Christian Herlin s sodelavci začel delati novo uro, a je bilo delo prekinjeno, ko je bila stolnica predana rimskokatoliški cerkvi. Leta 1571 so jo začeli delati Conrad Dasypodius in brata Habrecht, a je astronomsko veliko natančnejša. Ima tudi slike švicarskega slikarja Tobiasa Stimmerja. Ta ura je delovala v poznem 18. stoletju in jo danes lahko vidimo v Strasbourgu v Muzeju dekorativnih umetnosti.
Današnja ura izvira iz let 1838–1843 (ura je iz let 1838–1842, nebesni globus je bil končan šele 24. junija 1843) in jo je izdelal Jean-Baptiste Schwilgué v ohišju Dasypodiusove ure in s približno enako vlogo, vendar opremljeno s povsem novo mehaniko. Schwilgué je predhodno naredil nekaj študij, preden je leta 1816 oblikoval ustrezen mehanizem za preračunavanje in leta 1821 naredil prototip. Ta mehanizem, kje je, ne vemo, je lahko izračunal veliko noč po zapletenem gregorijanskem pravilu.
Astronomski del je nenavadno točen, kaže prestopno leto, ekvinokcije ter več astronomskih podatkov. Tako je že mnogo bolj zapleten računski stroj kot ura. Za zapleteno delovanje strasbourške ure je potrebno strokovno matematično znanje, ne samo tehnično znanje. Ura je ugotovila datum velike noči v krščanskem koledarju, ko še ni bilo računalnikov. Velika noč je bila določena na prvem nicejskem koncilu  leta 325 kot "nedelja po štirinajstem dnevu po luni, ki pade na 21. marec ali takoj po njem".
Danes turisti vidijo le izklesane figurice te ure, toda za njimi je mehanizem, ki deluje in je ena najlepših zanimivosti stolnice. Figure se ob različnih urah dneva različno gibajo. En angel zvoni, medtem ko drugi obrača peščeno uro. Različni značaji, ki predstavljajo obdobja v življenju (od otroka do starca), se sprehajajo pred Smrtjo. Na zadnji stopnji so apostoli, ki stojijo pred Kristusom. Ura kaže veliko več kot uradni čas; prav tako kaže sončni čas, dan v tednu (vsak predstavljen po božji mitologiji), mesec, leto, znamenja zodiaka, lunine mene in položaj več planetov. Vsa ta avtomatika začne delati ob 12.30.
Po legendi naj bi avtorja te ure oslepili, da bi mu preprečili, da bi izdelal še eno. Podobne legende so znane tudi za druge ure, kot je astronomska ura v Pragi.
V istem prostoru je kip človeka, ki se naslanja s komolci na balustrado. Po legendi je to tekmec arhitekta, ki je zgradil steber angelov, arhitekturni podvig dobe, za katerega je trdil, da en steber nikoli ne bi mogel podpirati tako velikega oboka, on pa čaka, da bi videl vso stvar, kako se podre. 
Je več modelov strasbourške ure, navadno so poenostavljene. Eden je v muzeju Powerhouse v Sydneyju. 
Od leta 1858 do leta 1989 za uro skrbi družba Ungerer. To podjetje sta leta 1858 ustanovila brata Albert in Théodore Ungerer. Bili so Schwilguéjevi pomočniki in pozneje so bile za astronomsko uro odgovorne kar tri generacije. Od leta 1989 za uro skrbi Alfred Faullimmel, njegov sin Ludovic pa za stolnico v Strasbourgu. G. Faullimmel je bil zaposlen pri Ungererju med letoma 1955 in 1989.

## Kultura
Film Gospod Klein (Monsieur Klein) (1976), se dogaja v Franciji leta 1942, v glavnem v Parizu, toda en odlomek v sredini filma kaže protagonista, ki obišče svojega očeta v Strasbourgu. Stolnico je mogoče videti skozi okno. 
Nizozemska rok skupina Focus je eno skladbo na svojem albumu Hamburger Concerto, 1974, namenila strasbourški stolnici (La Cathedrale de Strassbourg").
Ameriški TV-šov Zero Hour iz leta 2013 na ABC uporablja stolnico za številne prizore v prvi epizodi in epizodi Winding (Navijanje), v kateri je prikazana astronomska ura.
Leta 2014 je ameriški skladatelj Spencer Topel napisal dolgo skladbo za komorni orkester z naslovom  Details on the Strasbourg Rosace, ki je bila večkrat izvedena. [35] Leto prej je njegov britanski kolega John Tavener skomponiral skladbo It is Finished: Ritual for Strasbourg Cathedral, ki je njegovo zadnje dokončano delo. Premiera je bila leta 2015 ob praznovanju tisočletja ustanovitve sedanje stolnice. 
Stolnica in okoliški trg igrata vidno vlogo v uvodnem prizoru filma o Sherlocku Holmsu: Igra senc (A Game of Shadows).

## Legende
Ena od legend pravi, da stavba leži na ogromnih hrastovih stebrih, potopljenih v vodah podzemnega jezera. Čoln naj bi plul okoli jezera, ne da bi bil kdo v njem, čeprav naj bi se šum vesel vseeno slišal. Po legendi naj bi bil vstop v podzemno jezero v kleti hiše tik nasproti stolnice. Zazidan naj bi bil pred nekaj stoletji.
Legenda o vetru, ki piha okoli stolnice, pravi: v starih časih je hudič priletel na tla, jahajoč veter. Zagledal je svoj portret, vklesan v stolnico: Skušnjavec dvori nespametnim devicam (Matej 25: 1–13) v preobleki zapeljivega mladeniča. Res je, da se je njegov hrbet odprl in iz njega so prihajale krastače in kače, vendar nobena od naivnih deklet tega ni opazila in niti mnogi turisti ne. Hudič, zelo počaščen in radoveden, je imel idejo, da bi vstopil in videl, ali ga predstavljajo tudi drugi kipi v notranjosti stolnice. Ujet v notranjosti svetega prostora ni mogel več ven. Veter še vedno čaka na trgu in še danes nestrpno zavija zunaj stolnice. Hudič pa besen ustvarja zračni tok od dna cerkve do višine stebra angelov.

## Izbrana literatura
- Doré, Joseph; Jordan, Benoît; Rapp, Francis; et al.: Strasbourg – La grâce d'une cathédrale, 2007, ISBN 2-7165-0716-3
- Bengel, Sabine; Nohlen, Marie-José; Potier, Stéphane: Bâtisseurs de Cathédrales. Strasbourg, mille ans de chantier, 2014, ISBN 2-8099-1251-3
- Baumann, Fabien; Muller, Claude: Notre-Dame de Strasbourg, Du génie humain à l’éclat divin, 2014, ISBN 2-7468-3188-0
- Recht, Roland; Foessel, Georges; Klein, Jean-Pierre: Connaître Strasbourg, 1988, ISBN 2-7032-0185-0, pages 47–55